# 新杜文施泰特
新杜文施泰特是德国石勒苏益格－荷尔斯泰因州的一个市镇。总面积5.71平方公里，总人口132人，其中男性68人，女性64人（2011年12月31日），人口密度23人/平方公里。